# Kabupaten de Sumbawa
Le kabupaten de Sumbawa, en indonésien Kabupaten Sumbawa, est un kabupaten de la province des petites îles de la Sonde occidentales en Indonésie.

## Géographie
Il est composé de la partie centrale de Sumbawa et des îles de Panjang, de Saringi, de Medang, de Moyo, de Liang, de Ngali et de Rakit.

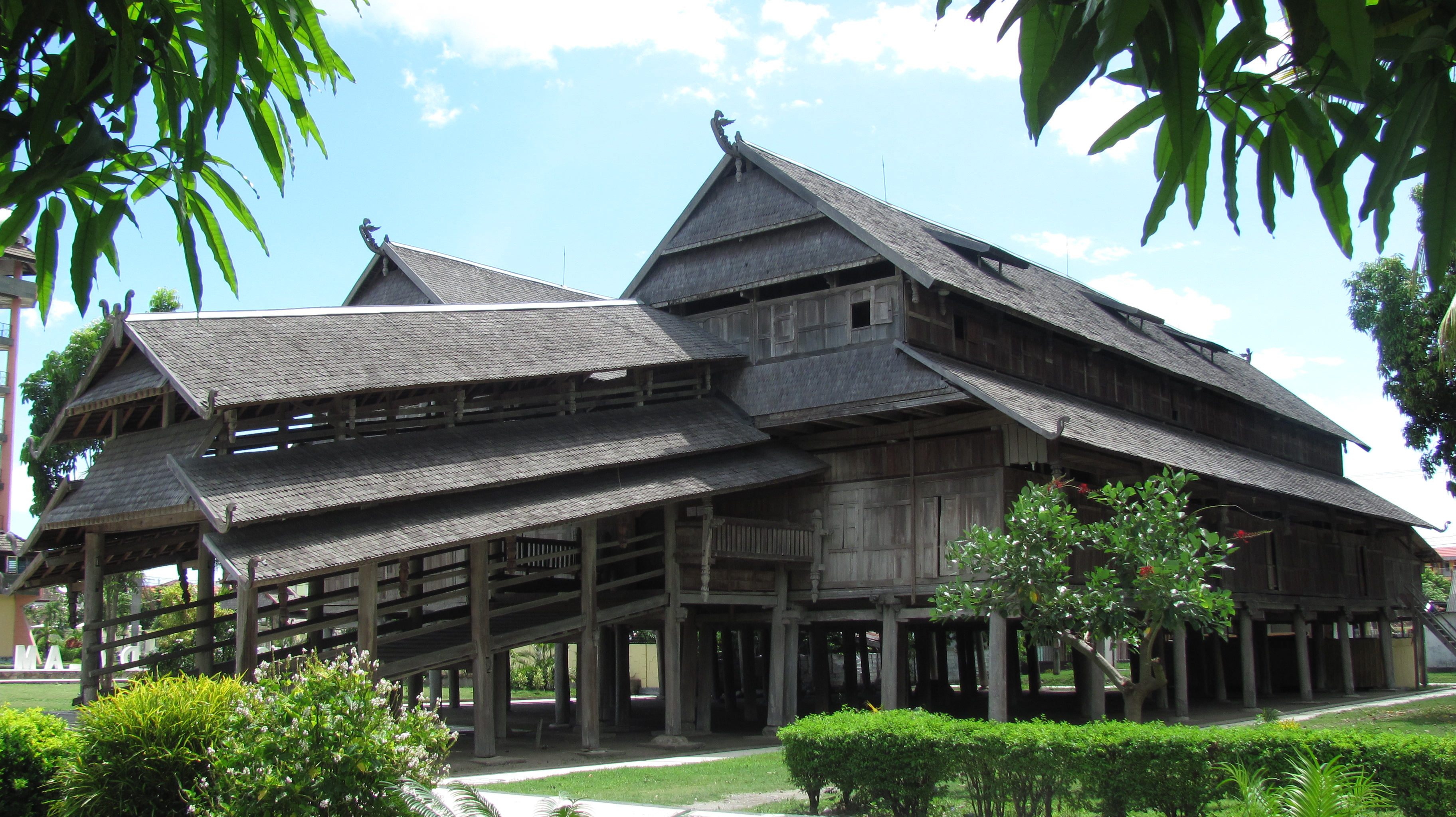
Loka-Palast à Sumbawa Besar

## Divisions administratives
Il est divisé en 24 kecamatans :
- Lunyuk
- Orong Telu
- Alas
- Alas Barat
- Buer
- Utan
- Rhee
- Batulanteh
- Sumbawa Besar
- Labuhan Badas
- Unter Iwes
- Moyohilir
- Moyo Utara
- Moyohulu
- Ropang
- Lenangguar
- Lantung
- Lape
- Lopok
- Plampang
- Labangka
- Maronge
- Empang
- Tarano